# أليكس كوبر
أليكس كوبر (بالإنجليزية: Alex Cooper) (4 نوفمبر 1991 ببرمنغهام في المملكة المتحدة - ) هو لاعب كرة قدم بريطاني في مركز الوسط. شارك مع منتخب اسكتلندا تحت 17 سنة لكرة القدم. أما مع النوادي، فقد لعب مع نادي روس كاونتي ونادي سانت ميرين ونادي فالكيرك ونادي ليفربول وإلغين سيتي ‏.

## وصلات خارجية
- أليكس كوبر على موقع قاعدة بيانات كرة القدم.إي يو (الإنجليزية)
- أليكس كوبر على موقع Soccerbase.com (لاعب) (الإنجليزية)
- أليكس كوبر على موقع Soccerway.com (الإنجليزية)